# 蒙大拿城 (蒙大拿州)
蒙大拿城（英語：Montana City）是位於美國蒙大拿州傑佛遜縣的普查規定居民點。

## 歷史
蒙大拿城的郵局於1887年設立，1890年關閉後又於1962年重啟，最終於1980年停運。

## 人口
根據2020年美國人口普查的數據，蒙大拿城的面積為88.37平方千米，當中陸地面積為88.31平方千米，而水域面積為0.06平方千米。當地共有人口2918人，而人口密度為每平方千米33.02人。